# Frikadellen
Kantineskibet "Frikadellen", bygget 1926 på Refshaleøen, fungeret som kantine for arbejderne på Burmeister & Wain i Christianshavns Kanal i 40 år frem til 1966, senest ud for Overgaden neden Vandet 9. Frikadellen blev derefter fortøjningsbro vi Slaggemolen ved Stålvalseværket i Frederiksværk, hvor sejlbådene kunne lægge til på begge sider. Den blev mere og mere utæt, og man pumpede vandet ud for at holde den flydende. Det gik indtil en gang midt i 1980'erne, hvor den sank. Man valgte at fylde jord på Frikadellen, så der på molen kom til at opstå en knold, som i dag er på nord siden af Slaggemolen ind mod den nye lystbådehavn. Ved lavvande kan man stadig ved Nordmolen i Frederiksværk se lidt af det gamle kantineskib.
 Der er for få eller ingen kildehenvisninger i denne artikel, hvilket er et problem. Du kan hjælpe ved at angive troværdige kilder til de påstande, som fremføres i artiklen.